# Острво мира
„Острво мира” је југословенски ТВ филм из 1960. године. Режирала га је Мирјана Самарџић а сценарио је написао Васа Поповић.

## Улоге
| Глумац             | Улога |
| ------------------ | ----- |
| Мија Алексић       |       |
| Радмило Ћурчић     |       |
| Марица Поповић     |       |
| Нада Ризнић        |       |
| Миливоје Томић     |       |
| Михајло Викторовић |       |
| Јовиша Војиновић   |       |